# Ямчуга
Ямчуга́ — у давньоруському монументальному живописі — світлий наліт, який згодом виступає поверх розпису внаслідок надлишку їдкого вапна у верхніх шарах штукатурки — левкасі.

## Причини виникнення
Поява ямчуги зумовлена недостатньо ретельним промиванням вапна перед приготуванням левкасу, а також відволоджуванням штукатурки та неточностями рецептури.